# Cemitério de Mirogoj

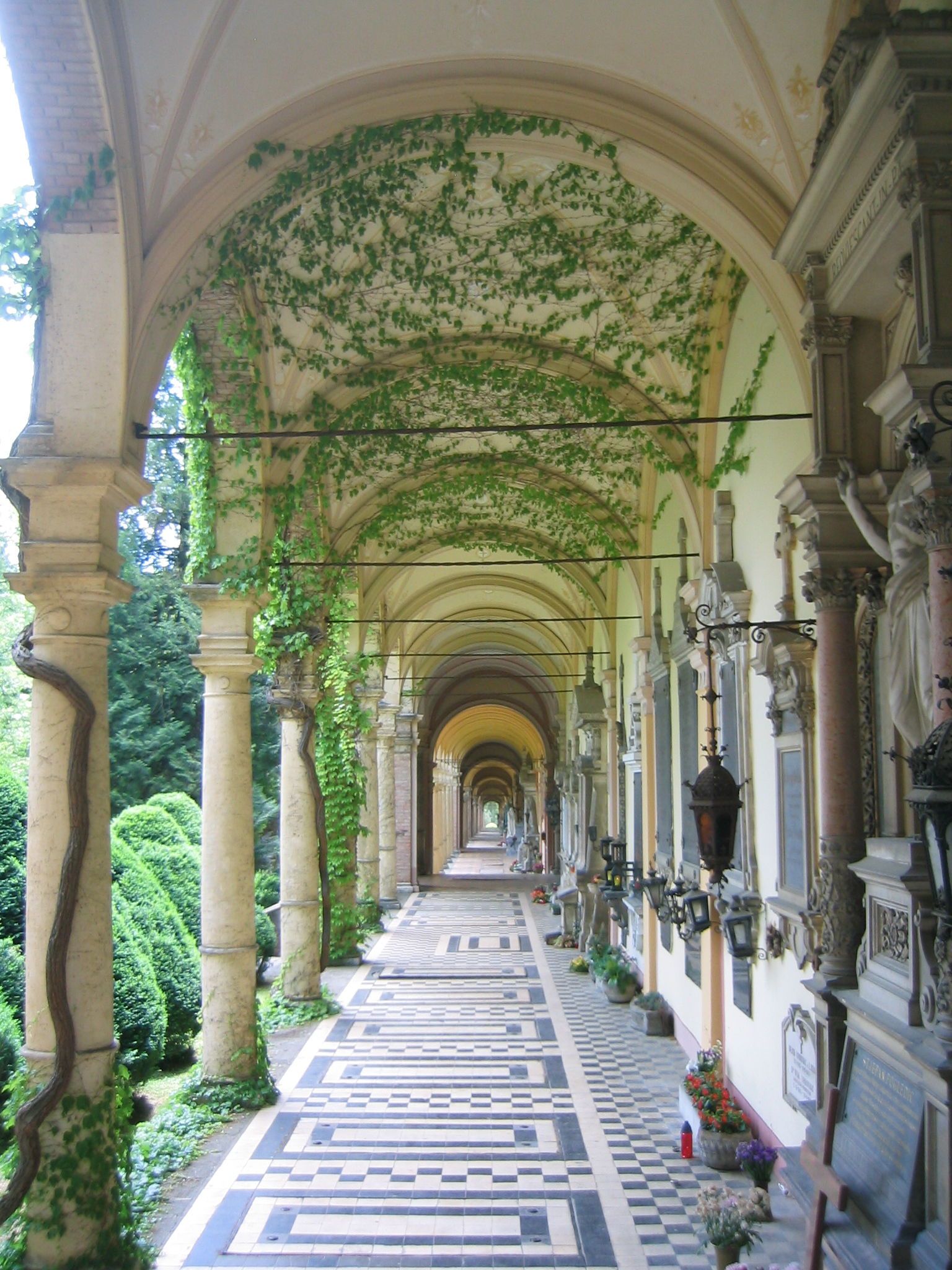
Arcada Mirogoj

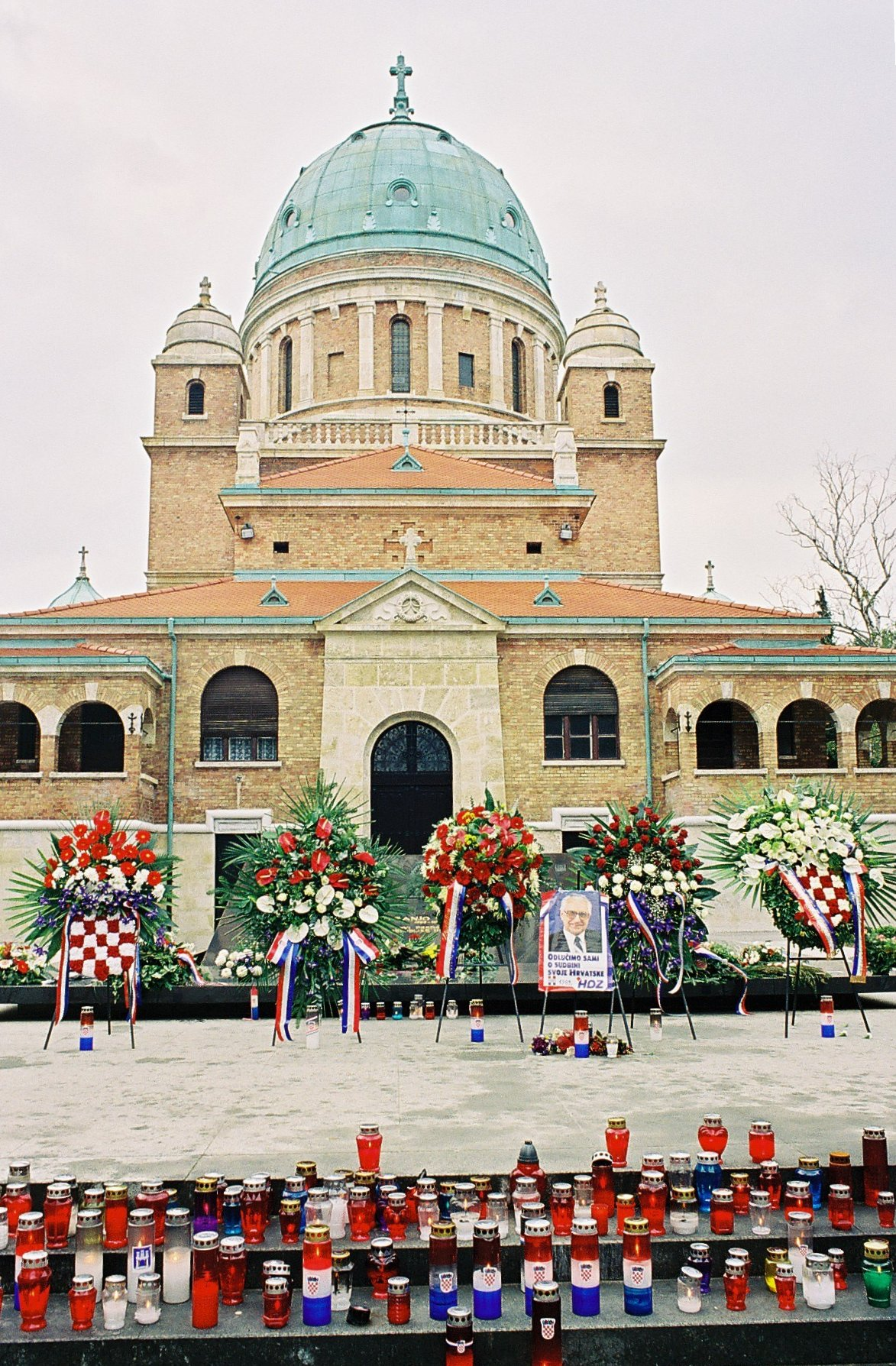
Sepultura de Franjo Tuđman

O Cemitério de Mirogoj é considerado um dos mais belos cemitérios da Europa, devido ao seu projeto, sendo uma das mais destacadas atrações turísticas de Zagrebe.

## História
O cemitério foi criado em 1876 em um terreno de propriedade do linguista Ljudevit Gaj. O edifício principal foi projetado pelo arquiteto Hermann Bollé. A construção das arcadas, das cúpulas e da igreja na entrada foi iniciada em 1879. O trabalho foi concluído em 1929.

## Sepultamentos notáveis
- Zlatko Baloković - Violinista
- Krešimir Ćosić - Membro do Naismith Memorial Basketball Hall of Fame e do FIBA Hall of Fame
- Julio Deutsch - Arquiteto croata e um dos donos do estúdio de arquitetura Hönigsberg & Deutsch
- Stjepan Đureković - Empresário croata, vítima de assassinato
- Aleksandar Ehrmann - Industrial, filantropo e diplomata croata
- Ljudevit Gaj - Co-fundador do Movimento Ilírio
- Leo Hönigsberg - Famoso arquiteto croata, um dos donos do estúdio de arquitetura Hönigsberg & Deutsch
- Miroslav Krleža - Escritor
- Oton Kučera - Astrónomo
- Ante Kovačić - Escritor de Hrvatsko Zagorje
- Rudolf Lubinski - Arquiteto da Art Nouveau
- Vladko Maček - Co-signatário do Acordo de Cvetković-Maček
- Savić Marković Štedimlija - Publicitário croata-montenegrino e cooperador do Ustaša
- Antun Gustav Matoš - Escritor
- Edo Murtić - Pintor
- Ivan Šubašić - Último Bano da Croácia, ministro jugoslavo dos negócios estrangeiros e Primeiro-ministro da Iugoslávia
- Vladimir Nazor - Primeiro presidente da República Popular Socialista da Croácia
- Maksimilijan Njegovan - Almirante da Marinha Austro-Húngara[1]
- Dražen Petrović - Membro dos Halls of Fame de Naismith e da FIBA
- Vladimir Prelog - Nobel da Química
- Petar Preradović - Poeta
- Ivica Račan - 7.º primeiro-ministro croata, social-democrata
- Stjepan Radić - Líder do Partido Croata dos Camponeses
- Ivan Ribar - Político, primeiro presidente da República Socialista Federativa da Jugoslávia
- Franjo Tuđman - Primeiro presidente da República da Croácia
- Tin Ujević - Poeta
- Emil Uzelac - Líder das Forças Aéreas Imperiais e Reais do Império Austro-Húngaro